# This Little Piggy
This Little Piggy («Этот маленький поросенок») — девятая серия тринадцатого сезона мультсериала «Гриффины». Премьерный показ состоялся 25 января 2015 года на канале FOX.

## Сюжет
У Стьюи сегодня большой день: в детском саду ему выдается сертификат, позволяющий перейти из зелёной комнаты в фиолетовую. Сам он очень рад этому, потому что на церемонии вручения собралась вся семья. Брайан говорит о том, что вся эта затея с переходом в фиолетовую комнату — пустяковый повод для бессмысленных детских праздников. Тогда Стьюи решает съездить куда-нибудь за пределы детского сада, чтобы ощутить вкус взрослой жизни.
Местный фотограф предлагает Мег попробовать себя в модельном бизнесе, на что та охотно соглашается, однако после первой фотосессии выясняется, что Эван фотографирует исключительно ноги Мег. Выясняется, что он работает в индустрии фут-фетиш порно, Мег сомневается, стоит ли ей продолжать работать. Однако очень быстро её ноги становятся весьма популярными в интернете, это сулит славу новоиспеченной модели. Тогда Мег решает продолжить работу и соглашается поехать на грядущую фут-фетиш вечеринку. Питер и Лоис, однако, запрещают ей туда ехать, но дочь их не слушает и сбегает. Гленн подсказывает её родителям дорогу на вечеринку, где всё заканчивается хорошо: Питер и Лоис забирают Мег домой, отдавая на «растерзание» 50 парням ногу Джо, который все равно не чувствует и не понимает, что делают с его ногой.
Тем временем Стьюи с Брайаном отправляются на фолк-фестиваль. Прикинувшись взрослым, надев усы и рубашку, Стьюи наслаждается жизнью обычного тинейджера. После встречи с Брайаном выясняется, что они оба влюбились в одну и ту же девушку по имени Кассандра, она и предлагает им заняться сексом втроем. Уже в палатке Кассандра умирает от передозировки наркотиков, Стьюи и Брайан, который даже не знал имени девушки, решают избавиться от тела. Сбросив её со скалы, где уже набросано несколько десятков мертвых поклонников фолк-музыки, Стьюи прихватывает себе лифчик: Кассандра должна была ему денег.

## Рейтинги
- Рейтинг эпизода составил 1.6 среди возрастной группы 18—49 лет.
- Серию посмотрело порядка 3.19 миллиона человек.
- Серия уступила по количеству зрителей «Симпсонам» в тот вечер Animation Domination на канале FOX.[1]

## Критика
В интервью Entertaiment Weekly, анонсирующем 13 сезон сериала, исполнительный продюсер Стив Каллахан заявил: «Стьюи осознает, что жизнь проходит мимо него, и он заслуживает летний отдых… Так, они с Брайаном оказываются на музыкальном фестивале, где Стьюи и пытается познать свою истинную сущность…»